# Francisco Buzón Llanes
Francisco Buzón Llanes (Córdoba, 1 de junio de 1888-Ciudad de México, 2 de julio de 1962) fue un guardia civil y militar español.

## Biografía
Nació en Córdoba, el 1 de junio de 1888. Ingresó en el cuerpo de la Guardia Civil, donde realizó su carrera. En 1936 ostentaba el rango de comandante de la Guardia Civil, manteniéndose fiel a la República tras el estallido de la Guerra civil. Fue enviado a la franja norte, donde desempeñó el puesto de jefe de la 2.ª sección del Estado Mayor del Ejército del Norte. También mandó brevemente la 56.ª División —antigua 7.ª División asturiana—. Llegaría alcanzar el rango de teniente coronel. Tras el hundimiento del frente Norte regresó a la zona centro, donde redactó un famoso informe sobre las causas y circunstancias de la caída del Norte.
Tras el final de la contienda marchó al exilio en Francia, trasladándose posteriormente a México.